# Villino Pastorelli
Le Villino Pastorelli (ou Villino Millanta) est une villa Néogothique située dans la ville de Grosseto, Toscane,,.

## Histoire
La villa a été construite entre 1908 et 1913 par l'architecte Lorenzo Porciatti comme résidence familiale du riche propriétaire terrien Vincenzo Millanta,. Le matériau de construction (briques) provenait du four de San Lorenzo, appartenant à la même famille Porciatti. Le bâtiment devient plus tard la propriété de l'avocat Pastorelli, dont il conserve le nom, et entre 1942 et 1943 de la famille Marangoni, qui l'adapte en hôtel-restaurant "Excelsior",,.
Immédiatement après la guerre, il fut acheté par la Banca Nazionale dell'Agricoltura et subit d'importantes modifications entre 1948 et 1949, notamment l'agrandissement de la partie arrière. Il est ensuite passé à la Banca Monte dei Paschi di Siena,.
Depuis 2019, il est le siège de l'entreprise de mobilier et de design Fidia.